# Rottach-Egern
Rottach-Egern este o comună din landul Bavaria, Germania.